# Copa del Mundo de Ajedrez
El término Copa del Mundo de Ajedrez se refiere a una serie de torneos de ajedrez diferentes a lo largo de la historia. Actualmente, se trata de un torneo por eliminatorias, de manera similar al campeonato del mundo organizado por la FIDE entre 1998 y 2004.
Fue propuesto por su presidente Kirsán Iliumzhínov. A partir de 2005, la FIDE ha organizado cada dos años la Copa del mundo de ajedrez como parte integral del Campeonato Mundial de Ajedrez. Desde 2021 este también se juega en su categoría femenina, siendo Aleksandra Kosteniuk la ganadora de dicha edición. 

## Historia
El primer uso que se le dio al término fue para una serie de 6 torneos organizados en 1988/89 por la Grandmasters Association.
En los años 2000 y 2002, la FIDE organizó, en dos ediciones, la Copa del mundo de ajedrez; dos torneos de gran importancia debido a la fuerza de los competidores, pero estos torneos no guardaron ninguna relación con el Campeonato Mundial de Ajedrez. Ambos torneos fueron ganados por el ajedrecista indio Viswanathan Anand.
     – Clasificados al Torneo de candidatos.
| Año  | Año     | Participantes | Clasif. | Ganador                | Finalista                 | 3.º Lugar                                   | 4.º Lugar                                   |
| ---- | ------- | ------------- | ------- | ---------------------- | ------------------------- | ------------------------------------------- | ------------------------------------------- |
| 2000 | Detalle | 24            | 0       | Viswanathan Anand      | Evgeny Bareev             | Boris Gelfand y Gilberto Milos              | Boris Gelfand y Gilberto Milos              |
| 2002 | Detalle | 24            | 0       | Viswanathan Anand      | Rustam Kasimdzhanov       | Alexander Beliavsky y Alexey Dreev          | Alexander Beliavsky y Alexey Dreev          |
| 2005 | Detalle | 128           | 10      | Levon Aronian          | Ruslan Ponomariov         | Étienne Bacrot                              | Alexander Grischuk                          |
| 2007 | Detalle | 128           | 1       | Gata Kamsky            | Alexei Shirov             | Magnus Carlsen y Sergey Karjakin            | Magnus Carlsen y Sergey Karjakin            |
| 2009 | Detalle | 128           | 1       | Boris Gelfand          | Ruslan Ponomariov         | Sergey Karjakin y Vladimir Malakhov         | Sergey Karjakin y Vladimir Malakhov         |
| 2011 | Detalle | 128           | 3       | Peter Svidler          | Alexander Grischuk        | Vassily Ivanchuk                            | Ruslan Ponomariov                           |
| 2013 | Detalle | 128           | 2       | Vladimir Kramnik       | Dmitry Andreikin          | Evgeny Tomashevsky y Maxime Vachier-Lagrave | Evgeny Tomashevsky y Maxime Vachier-Lagrave |
| 2015 | Detalle | 128           | 2       | Sergey Karjakin        | Peter Svidler             | Anish Giri y Pavel Eljanov                  | Anish Giri y Pavel Eljanov                  |
| 2017 | Detalle | 128           | 2       | Levon Aronian          | Ding Liren                | Wesley So y Maxime Vachier-Lagrave          | Wesley So y Maxime Vachier-Lagrave          |
| 2019 | Detalle | 128           | 2       | Teimour Radjabov       | Ding Liren                | Maxime Vachier-Lagrave                      | Yu Yangyi                                   |
| 2021 | Detalle | 206           | 2       | Jan-Krzysztof Duda     | Sergey Karjakin           | Magnus Carlsen                              | Vladimir Fedoseev                           |
| 2021 | Detalle | 103           | 3       | Aleksandra Kosteniuk   | Aleksandra Goryachkina    | Tan Zhongyi                                 | Anna Muzychuk                               |
| 2023 | Detalle | 206           | 3       | Magnus Carlsen         | Rameshbabu Praggnanandhaa | Fabiano Caruana                             | Nijat Abasov                                |
| 2023 | Detalle | 103           | 3       | Aleksandra Goryachkina | Nurgyul Salimova          | Anna Muzychuk                               | Tan Zhongyi                                 |
| 2025 | Detalle |               |         |                        |                           |                                             |                                             |
| 2025 | Detalle | 107           | 3       | Divya Deshmukh         | Humpy Koneru              | Tan Zhongyi                                 | Lei Tingjie                                 |